# ملکه میمون

«ملکه میمون» اثر بنکسی

ملکه میمون‌ (به انگلیسی: Monkey Queen) مجموعه‌ای از چاپ‌های امضا شده و نشده از هنرمند گرافیتی، بنکسی، است که در سال ۲۰۰۳ منتشر شد.
«ملکه میمون» اثر بنکسی، تصویری تحریک‌آمیز از ملکه الیزابت دوم است. میمون در میان جواهرات ملکه و موهای بافته شده‌اش، در مقابل یک پس‌زمینه هدف‌گیری به سبک مدرن، تصویر شده است. این اثر به‌صورت مجموعه‌ای شامل ۱۵۰ نسخه امضا شده و ۶۰۰ نسخه بدون امضا منتشر شد. نسخه‌ای از این اثر در حراج آنلاین بنکسی در بونامز در سال ۲۰۲۱ به قیمت ۶۲٬۷۵۰ پوند فروخته شد